# Robert Bosch
Robert August Bosch (Albeck kod Ulma, 23. rujna 1861. – Stuttgart, 12. ožujka 1942.), njemački tehničar, izumitelj i industrijalac. Svojim izumima visokonaponskog magnetnog upaljača, pumpe za uštrcavanje goriva u Dieselov motor i dr. bitno pridonio razvoju automobilskih motora i probio se od malog obrtnika do tvorničara. Utemeljitelj je industrijskog koncerna Robert Bosch GmbH.
Školovao se u SAD-u, gdje je radio s Thomasom Alvom Edisonom. Njegovi izumi omogućili su široku primjenu motora s unutarnjim izgaranjem. Za svoje vrijeme imao je vrlo napredna društvena gledišta kojima je poboljšao uvjete radnika. Tako je 1906. uveo osmosatni radni dan i zagovarao industrijsku arbitražu.
U Stuttgartu je o 75. rođendanu i 50. obljetnici rada tvrtke 1936. godine osnovao Bolnicu Roberta Boscha te ju poklonio gradu. Zbog društvene zauzetosti, humanitarnog i karitativnog rada te mirotvorstva bio je na meti nacističkog režima u posljednjim godinama svoga života. Iako je bio borac protiv nacizma, pokopan je sa svim počastima na državnom groblju Trećeg Reicha.
Godine 1984. uvršten je u Dvoranu slavnih automotorne industrije. Bio je oženjen i imao je dvoje djece: sina Roberta Boscha ml. i kći Evu Madelung.